# David Livingstone
David Livingstone (ur. 19 marca 1813 w Blantyre, zm. 1 maja 1873 w Chitambo, Zambia) – szkocki misjonarz protestancki, lekarz i odkrywca.

## Życiorys
Urodził się 19 marca 1813 roku w Blantyre w pobliżu Glasgow. Jako dziesięciolatek był zatrudniony w fabryce przędzy. Jednocześnie uczył się w szkole wieczorowej. W 1836 roku rozpoczął studia medyczne i teologiczne w Glasgow. Należał do Londyńskiego Towarzystwa Misyjnego. W 1840 roku jako misjonarz przebywał w Beczuanie (dzisiejszej Botswanie) i w Kapsztadzie. Z czasem poświęcił się całkowicie badaniom geograficznym. W 1845 roku ożenił się z Mary Moffat.
W 1849 roku badał kotlinę Kalahari i jezioro Ngami. Stwierdził, że Kalahari ma bezodpływowy charakter. W 1851 roku dotarł do górnego odcinka Zambezi. W 1853 roku ponownie udał się nad górną Zambezi. Stamtąd skierował się na zachód, przekroczył górną część dorzecza Konga (zbadaną przez Henry’ego Mortona Stanleya). W 1854 roku dotarł do Luandy, skąd bezskutecznie próbował przekonać Portugalczyków, by poparli zniesienie niewolnictwa. Z Luandy ponownie dotarł do Zambezi. Płynąc nią w 1855 roku odkrył wodospady, które nazwał Wodospadami Wiktorii, na cześć królowej brytyjskiej Wiktorii Hanowerskiej oraz natknął się na łowców niewolników. Omijając środkowy odcinek rzeki dotarł do osady portugalskiej Tete, a stąd w 1856 roku do wybrzeża Oceanu Indyjskiego w pobliżu Quelimane. Wyprawa Livingstone’a z lat 1854–1856 była pierwszą udaną próbą przebycia w poprzek Afryki Południowej przez Europejczyka. Podczas wyprawy Livingstone zbadał tereny Angoli i dorzecza Zambezi.
W 1856 roku zbierał fundusze na kolejną ekspedycję oraz apelował o zwalczanie niewolnictwa u władz brytyjskich. W 1858 roku ponownie wyruszył nad Zambezi, w celu zbadania biegu rzeki między Tete a Wodospadami Wiktorii. Livingstone natknął się na wodospady Cahora Bassa, stąd zawrócił i wpłynął na Shire, północny dopływ Zambezi. W górnym biegu Shire w 1859 roku Livingstone odkrył jeziora Niasa i Chilwa. Wracając popłynął po raz kolejny raz w górę Zambezi, po czym znów z jej biegiem do oceanu. Podczas wyprawy Livingstone zebrał liczne dane o rzekach i rzeźbie badanych obszarów. Próby walki z tamtejszymi łowcami niewolników zakończyły się niepowodzeniem.

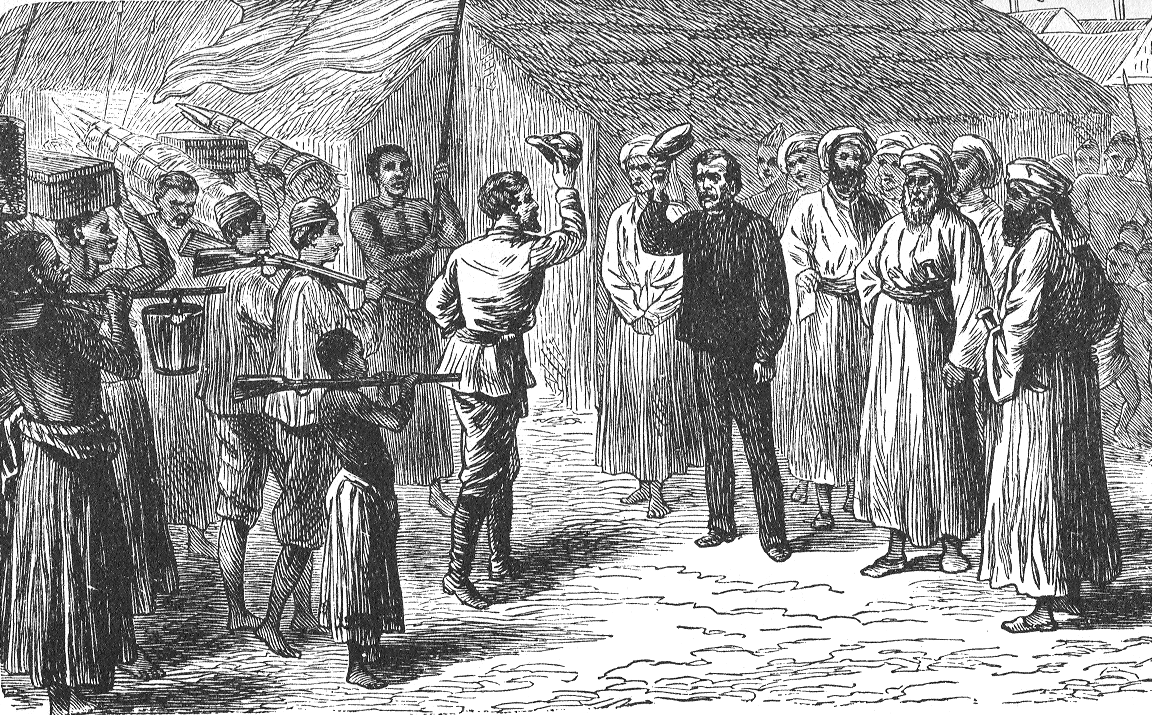
Stanley spotyka Livingstone’a

W styczniu 1866 roku Livingstone rozpoczął kolejną podróż, która miała zbadać wielkie rzeki we wnętrzu Afryki. Wyprawa rozpoczęła się w pobliżu ujścia rzeki Ruvuma w Zanzibarze. Zdaniem Livingstone’a rzeki te miały być źródłami Nilu. Krótko po rozpoczęciu wyprawy asystenci Livingstone’a opuścili go, informując władze brytyjskie o jego rzekomej śmierci. W tym samym czasie Livingstone podążył do jeziora Niasa, stamtąd dotarł do jeziora Tanganika i wyruszył na zachód, w niezbadany dotychczas obszar. W 1867 roku odkrył rzekę Luapula (dopływ Konga) i jezioro Mueru, w 1868 roku jezioro Bangueulu, w 1871 rzekę Lualabę (dopływ źródłowy Konga). Livingstone przypuszczał, że Lualaba może być górnym biegiem Nilu. Z Lualaby powrócił nad jezioro Tanganika, do Ujiji, gdzie 27 października 1871 roku spotkał go Henry Morton Stanley, dowódca zorganizowanej przez gazetę New York Herald wyprawy poszukiwawczej mającej na celu odnalezienie Livingstone’a. Podczas spotkania Stanley wypowiedział znane dzisiaj zdanie: Dr Livingstone, I presume?. Obaj podróżnicy podążyli do północnych brzegów jeziora, bezskutecznie szukając źródeł Nilu. Następnie Livingstone zawrócił nad jezioro Bangueulu, gdzie zmarł 1 maja 1873 roku na febrę. Serce Livingstone’a zostało pogrzebane pod drzewem nieopodal miejsca jego śmierci. Ciało zostało natomiast przewiezione na brzeg Oceanu Indyjskiego przez tragarzy, aby stamtąd mogło być przewiezione do Europy. Pochowany został w Londynie, w Opactwie Westminsterskim.

## Znaczenie odkryć i badań
Livingstone zbadał rozległe obszary Afryki na południe od równika. Podczas badań wyznaczał punkty wysokościowe, wykonywał pomiary astronomiczne i zdjęcia topograficzne. Wyniki prac pozwoliły mu ściśle powiązywać kartograficznie odkryte obszary. Udało mu się wyjaśnić wiele problemów hydrograficznych i orograficznych. W przeciwieństwie do Henry’ego Mortona Stanleya okazywał ludności miejscowej szacunek oraz często udzielał jej wsparcia.
Napisał kilka prac naukowych i dzienników, część z nich ukazała się pośmiertnie.

## Ważniejsze prace
(na podstawie materiałów źródłowych)
- Missionary Travels and Researches in South Africa (1857, w pracy znalazło się pięć szkiców wykonanych przez Henry’ego Needa, współtowarzysza wyprawy[6])
- Narrative of an Expedition to the Zambesi and its Tributaries (1865, wspólnie z Ch. Livingstonem)
- Last Journals (t. 1-2, 1874)
- Livingstone’s Missionary Correspondence 1841–1856 (1961)
- Livingstone’s African Journals 1853–1856 (1963)

## Upamiętnienia
Na cześć Livingstone’a nazwano między innymi pasma górskie w Tanzanii (Góry Livingstone’a) i na Nowej Zelandii, szereg porohów i progów wodnych, zakończonych niecką zwaną „Piekielnym Kotłem” na rzece Kongo w Afryce (Wodospady Livingstone’a) oraz miasta: Livingstonia w Malawi i Livingston w Kalifornii. 
W sporządzonym w 2002 roku przez BBC rankingu 100 najwybitniejszych Brytyjczyków, Livingstone zajął 98. miejsce.